# Paramonovo
Paramonovo (en russe : Парамо́ново) est un village de l'oblast de Moscou, en Russie. Il est situé dans le raïon de Dmitrov, à 55 km au nord du centre de Moscou.

## Sports d'hiver
La localité est connue comme une station de sports d'hiver. La piste de bobsleigh, luge et skeleton a été inaugurée le 10 mars 2008 après plus d'un an de travaux dans l'optique des JO d'hiver 2014 à Sotchi.